# Indigofera atriceps
Indigofera atriceps är en ärtväxtart som beskrevs av Joseph Dalton Hooker. Indigofera atriceps ingår i släktet indigosläktet, och familjen ärtväxter.

## Underarter
Arten delas in i följande underarter:
- I. a. atriceps
- I. a. glandulosissima
- I. a. kaessneri
- I. a. ramosa
- I. a. rhodesiaca
- I. a. setosissima
- I. a. ufipaensis